# Fabian-und-Sebastian-Kirche
Fabian-und-Sebastian-Kirchen bzw. Sebastian-und-Fabian-Kirchen sind Kirchengebäude, die gleichzeitig den Heiligen Fabian und Sebastian geweiht sind.

## Liste

### Deutschland
- Fabian-und-Sebastian-Kirche (Beverstedt), Landkreis Cuxhaven, Niedersachsen
- St. Fabian und Sebastian (Darup), Kreis Coesfeld, Nordrhein-Westfalen
- St. Fabian und Sebastian (Giershagen), Marsberg, Hochsauerlandkreis, Nordrhein-Westfalen
- St. Fabian und Sebastian (Großsachsenheim), Landkreis Ludwigsburg, Baden-Württemberg
- St. Fabian und Sebastian (Kornau), Oberstdorf, Landkreis Oberallgäu, Bayern
- St. Fabian und Sebastian (Northeim), Niedersachsen
- St. Sebastian und Fabian (Obertopfstedt), Kyffhäuserkreis, Thüringen
- St. Fabian und Sebastian (Osterwick), Rosendahl-Osterwick, Nordrhein-Westfalen
- St. Fabian und Sebastian (Otterstedt), Thüringen
- St. Fabian und Sebastian (Rensefeld), Kreis Ostholstein, Schleswig-Holstein
- St.-Sebastian-und-St.-Fabian-Kirche (Schwesing), Kreis Nordfriesland, Schleswig-Holstein
- Friedenskirche (Selm), ehemalige Dorfkirche St. Fabian und Sebastian, Kreis Unna, Nordrhein-Westfalen
- Fabian-und-Sebastian-Kirche (Sülze), Landkreis Celle, Niedersachsen
- St. Fabian und Sebastian (Untrasried), Landkreis Ostallgäu, Bayern

### Frankreich
- Église Saint-Fabien et Saint-Sébastien, Gemeinde Saint-Beauzeil, Region Okzitanien

### Italien
- Chiesa dei Santi Sebastiano e Fabiano in Collesano
- Chiesa dei Santi Fabiano e Sebastiano in Cortenedolo, Edolo
- Chiesa dei Santi Fabiano e Sebastiano in Doverio, Corteno Golgi
- Chiesa dei Santi Fabiano e Sebastiano in Fara Novarese
- Chiesa dei Santi Fabiano e Sebastiano in Fiamignano
- Chiesa dei Santi Sebastiano e Fabiano in Marciana
- Chiesa dei Santi Sebastiano e Fabiano in Monno
- Chiesa dei Santi Fabiano e Sebastiano in Rivalto, Chianni
- Chiesa dei Santi Fabiano e Sebastiano in San Gimignanello, Rapolano Terme
- Chiesa dei Santi Fabiano e Sebastiano in San Giusto Canavese
- Chiesa dei Santi Fabiano e Sebastiano in Sovicille